# Otmar Striedinger
Otmar Striedinger, född 14 april 1991, är en österrikisk alpin skidåkare som har tävlat i världscupen sedan november 2010 och tävlar för klubben SC Innerkrems-Eisent. - Kaernten.
Striedinger har i världscupsammanhang kommit på pallen en gång, det var i super-G-loppet i Beaver Creek Resort den 7 december 2013 då han kom tvåa, efter schweizaren Patrick Küng.
Han har inte deltagit i något VM eller OS. Hans främsta merit i mästerskap är bronsmedaljen i störtloppet vid Junior-VM i Crans-Montana 2011.